# Sapte
Sapte (Pollestres, segle xiii - Sant Genís de Fontanes, 31 de maig del 1271) va ser abat del monestir de Sant Genís de Fontanes del 1242 al 1271.

## Biografia
Com pertocava al càrrec que exercia, l'acció de govern de l'abat Sapte s'exercí de portes enfora i de portes endintre. En el primer cas, adquirint al comte d'Empúries Ponç IV, per deu mil sous de Malagona (segurament beneficiant-se de la crisi econòmica que patien les finances comtals ja des d'Hug IV d'Empúries), el castell i la senyoria de Brullà, el delme de la pesca marítima i el feu de Vilallonga, entre altres propietats. I en l'àmbit més domèstic, bastint una nova casa sobre el Buat, acabant el sostre de l'església, arreglant les cel·les i millorant l'alimentació dels seus quatre monjos de manera que poguessin menjar ous els dimecres i els divendres i en determinats aniversaris.

Els detalls de la seva vida i de la seva obra s'extreuen de l'extensa inscripció del seu sepulcre, feta l'octubre del 1281, que es podia veure a l'entrada del cor de l'església: 
| « | Anno. Domini. M. CC. LXXI. pridie. calendas. Junii. obiit. domnus. Sapte. de. Pollestris. abbas. huius. loci. qui. rexit. hanc. ecclesiam. XXIX. annis. et. adquisivit. castrum. de. Brulliano. de. mari. decimam. piscium. honorem. Bernardi. Olibe. de. Vilallonga. condaminam. Petri. de. Tacione. manum. et. honorem. Ermegaudi. de. Insula. campos. de. gradu. de. Ulmo. de. Vernadella. de. Lortali. de. molino. domos. de. Argilerüs. et. islius. monasterii. reparavit. cooperuit. ecclesiam. construxit. domum. novum. suprà. Buatum. stabilivit. cuilibet. monachorum. quatuor. ova. omnibus. diebus. Mercurii. et. Veneris. et. suum. anniversarium. et. patris. et. matris et. fatris. sui. Auberti. baiuli. de. Roca. cuius. auxilio. castrum. de. Brulliano. fuit. emptum. anno. Christi. M. CC. LXXXI. mense. Octobri. translalus. est. sub. hac. petra. quem. Christus. traxit. ad. ethera. orate. pro. eo | » |